# Diocesi di Arcavica

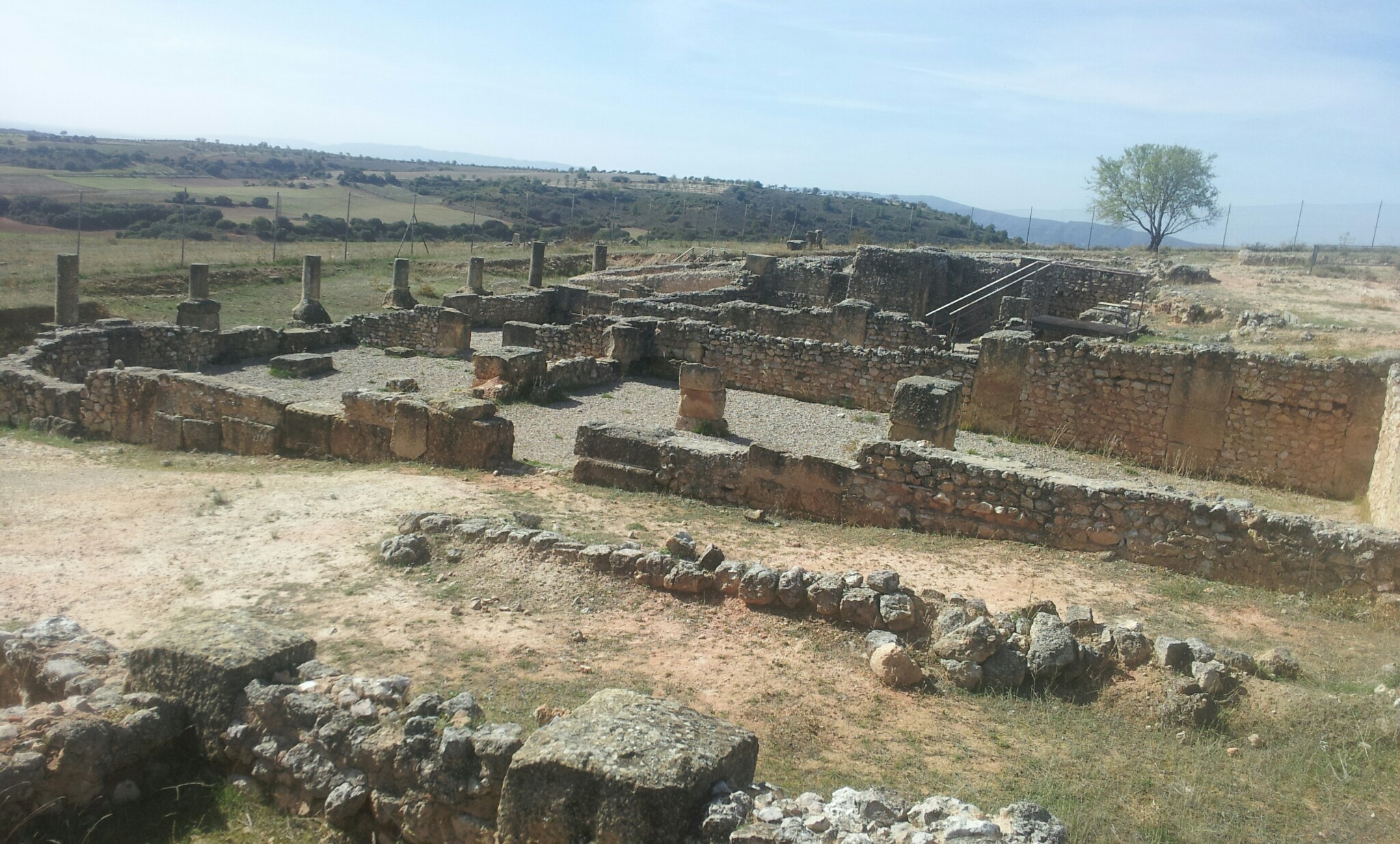
Resti delle terme dell'antica città romana di Arcavica.

La diocesi di Arcavica (in latino: Dioecesis Arcavicensis) è una sede soppressa e sede titolare della Chiesa cattolica.

## Storia
Arcavica, nome medievale dell'antica città celtiberia e romana di Ercavica, le cui rovine si trovano nel comune spagnolo di Cañaveruelas, fu sede di un'antica diocesi della Hispania Carthaginiensis attestata durante l'epoca visigota.
Poco si conosce dell'origine della comunità cristiana arcavicense, e i primi dati che possediamo sulla sua diocesi si possono far risalire alla prima metà del VI secolo. Nel secondo concilio di Toledo, riunito nell'anno 531 e al quale presero parte i vescovi della parte interna della provincia Carthaginiensis, figurano diversi prelati ma senza indicazione della loro sede di appartenenza: è probabile che uno di loro fosse il titolare della diocesi di Arcavica.
Il primo vescovo certo di Arcavica fu Pietro, che prese parte al terzo concilio di Toledo nel 589 e ancora in un altro concilio toletano nel 597. Poco più di una decina di anni dopo è noto il vescovo Teodosio, che figura tra i firmatari del Constitutio Carthaginensium sacedotum che segue al decreto di Gundemaro del 610. Anche tutti gli altri vescovi di questa diocesi sono noti per la loro partecipazione ai concili generali della Chiesa visigota celebrati a Toledo.
Alcuni studi recenti avanzano l'ipotesi che, a causa della decadenza e dello spopolamento dell'antico centro di Arcavica, la sede dei vescovi sia stata trasferita a Reccopolis, in concomitanza con l'elevazione di questa città a sede di Recaredo I, associato al trono visigoto dal padre Leovigildo.
Nel territorio dell'antico municipium romano di Arcavica sorgeva un monastero benedettino, intimamente legato alla storia della comunità cristiana arcavicense, chiamato monastero Servitano da Ildefonso di Toledo. Il centro monastico venne fondato da Donato, monaco in fuga dal Nordafrica, attorno al 571, come racconta la Cronaca di Giovanni di Biclaro, vescovo di Gerona. Successore di Donato fu l'abate Eutropio, che alla fine del VI secolo fu chiamato a governare la Chiesa di Valencia.
La conquista araba della regione nella prima metà dell'VIII secolo non pose fine alla comunità cristiana di Arcavica e probabilmente nemmeno alla serie dei suoi vescovi, benché non se ne conoscano i titolari. Un solo vescovo è noto di questo periodo, che fu probabilmente anche l'ultimo, Sebastiano, a cui è attribuita la Crónica del Rey Magno; espulso dalla sua sede dagli arabi, fu nominato dal re Alfonso III delle Asturie vescovo di Orense poco dopo la metà del IX secolo.
In seguito alla Reconquista, la città di Cuenca fu liberata dagli arabi nel 1171; con due bolle datate 1º giugno, ma senza indicazione dell'anno (circa 1177/1183), papa Lucio III istituì la diocesi di Cuenca, assegnandole il territorio che era stato delle antiche diocesi visigote di Arcavica e di Valeria.
Dal 1969 Arcavica è annoverata tra le sedi vescovili titolari della Chiesa cattolica; dal 18 novembre 2017 il vescovo titolare è Andrzej Iwanecki, vescovo ausiliare di Gliwice.

## Cronotassi

### Vescovi
- Pietro † (prima del 589 - dopo il 597)
- Teodosio † (menzionato nel 610)
- Carterio † (prima del 633 - dopo il 638)
- Balduigio † (prima del 653 - dopo il 656)
- Mumolo † (menzionato nel 675)
- Sempronio † (prima del 681 - dopo il 684)
- Gabinio † (prima del 688 - dopo il 693)
- Sebastiano † (? - 877 nominato vescovo di Orense)

### Vescovi titolari
- Liudas Povilonis, M.I.C. † (7 novembre 1969 - 9 agosto 1990 deceduto)
- Cristián Caro Cordero (12 marzo 1991 - 27 febbraio 2001 nominato arcivescovo di Puerto Montt)
- Joaquin Maria López de Andújar y Cánovas del Castillo (19 marzo 2001 - 29 ottobre 2004 nominato vescovo di Getafe)
- Cecilio Raúl Berzosa Martínez (22 marzo 2005 - 2 febbraio 2011 nominato vescovo di Ciudad Rodrigo)
- Grzegorz Ryś (16 luglio 2011 - 14 settembre 2017 nominato arcivescovo di Łódź)
- Andrzej Iwanecki, dal 18 novembre 2017